# Маріацелль
Маріацелль (нім. Mariazell) — місто в Австрії в окрузі Брук-Мюрццушлаг федеральної землі Штирія. Населення 3 813 чоловік (2018). 
Місто є однією з найвизначніших святинь Діви Марії в середній Європі. Дерев'яна фігура Діви Марії Magna Mater Austriae (Велика австрійська матір), що походить з ХІІІ ст., знаходиться в Базиліці Різдва Богородиці.